# Мирнопілля (Білгород-Дністровський район)
Мирнопі́лля (до 14.11.1945 Фріденсфельд) — село Саратської селищної громади Білгород-Дністровського району Одеської області в Україні. Населення становить 442 осіб.

## Історія
19 липня 2020 року, в результаті адміністративно-територіальної реформи і ліквідації Саратського району, село увійшло ло складу новоутвореного Білгород-Дністровського району.

## Населення
Згідно з переписом УРСР 1989 року чисельність наявного населення села становила 436 осіб, з яких 207 чоловіків та 229 жінок.
За переписом населення України 2001 року в селі мешкали 434 особи.

### Мова
Розподіл населення за рідною мовою за даними перепису 2001 року:
| Мова       | Відсоток |
| ---------- | -------- |
| українська | 71,72 %  |
| молдовська | 20,81 %  |
| російська  | 5,43 %   |
| болгарська | 1,81 %   |
| польська   | 0,23 %   |